# Antonio Cifra
Antonio Cifra (1584 circa – Loreto, 2 ottobre 1629) è stato un compositore italiano.

## Biografia
Antonio Cifra, figlio di Costanzo e Claudia, dopo la morte del padre fu avviato agli studi musicali dallo zio Alessandro, che lo presentò alla scuola di S. Luigi dei Francesi, all'epoca diretta da Giovanni Bernardino Nanino. Ammesso il 27 giugno 1594, ebbe come suo primo compagno (e, per un giorno, unico) Gregorio Allegri e in seguito il fratello di questi, Domenico. Uscito da quella cappella, entrò il 18 gennaio 1597, sempre come soprano, nella cappella Giulia della Basilica di San Pietro, dove lo zio Alessandro era cantore cappellano, sotto la guida di Ruggero Giovannelli.
Tra il 1598 e il 1605, Cifra fu forse allievo del cantore pontificio Girolamo Rosini, celebre soprano e sacerdote dell'oratorio di S. Filippo Neri.
Tra il 1605 e la prima metà del 1606 fu maestro di cappella al Seminario Romano. Alla fine del 1608, Cifra fu musicae moderatore e organista presso un'altra istituzione gesuita, il Collegio Germanico, ma vi rimase poco; si trasferì infatti alla Santa Casa di Loreto con l'incarico di maestro di cappella dal 28 ottobre 1609.
Prima del 1619 era già sposato con Brigida, figlia di Agostino Ferrari, come si apprende da alcuni documenti del tribunale lauretano.
Nel 1622, venne nominato Maestro di Cappella della Cappella musicale Pia Lateranense presso la Basilica di San Giovanni in Laterano, incarico che tenne fino al 1626. Nel gennaio di quell'anno, Antonio Cifra fu tra gli esecutori della cerimonia dei Vespri a S. Pietro, organizzata in occasione della traslazione del corpo di S. Giovanni Crisostomo, a cui presero parte musicisti provenienti da molte chiese romane; Cifra fu il maestro del secondo coro, mentre Vincenzo Ugolini, maestro della Cappella Giulia, del primo; all'organo suonava Girolamo Frescobaldi.
Sempre nel 1626 fece ritorno a Loreto; lì rimase fino alla morte, avvenuta il 2 ottobre 1629 in seguito a un'epidemia. Lasciò le sue sostanze alla moglie Brigida, a eccezione di 5 scudi per il Vescovo di Loreto, 10 scudi alla Santa Casa, e 20 scudi e tutti i suoi vestiti al fratello Giovanni Cifra. La moglie Brigida si risposò con il Capitano Filippo Ricciardi.
Dotato di notevole talento e fecondità di scrittura, lasciò numerose opere composte in circa trenta anni di attività lavorativa. Così scrisse di lui Bruto Stefanelli nella dedicatoria all'Abbate Farnese del IV Libro de Li diversi scherzi di Antonio Cifra Romano: «Esce adesso alla luce il quarto libro de i Scherzi Musichali del Signor Antonio Cifra, mastro di capella della santa Casa di Loreto, la compositione de quali (essendo fatta in gran parte a istanza mia) hò pensato di non aggiungere poca gloria all'Autore, celebre per altro, e famoso nei scritti suoi, s'io prendessi cura d'indirizzarli a V. S. Illustriss. che arricchita di molte e rare virtù, per l'esquisita cognitione, che tiene ancor della musica, può darle grande ornamento, & non picciolo diletto riceuerne.»

## Opere

### Musica sacra
- Il primo libro di salmi per li vesperi, 4vv (1601);
- Motecta, 2–4vv, bc, liber I (Venezia, 1609);
- Il terzo libro di salmi per li vesperi, 4vv (1609);
- Motecta, 2–4vv, bc, liber II (1609);
- Motecta, 2–4vv, bc, liber III (1609);
- Psalmi septem, qui in vesperis ad concentus varietatem interponuntur, 4vv, bc, op. 7 (1609);
- Motecta, 2–4vv, liber IV, op. 8 (1609);
- Vesperae, et motecta, 8vv, bc, op. 9 (1610);
- Salmi septem, qui in vesperis ad concentus varietatem interponuntur, 4vv, bc, op. 10 (1611)
- Motecta, 2–4vv, bc, liber V, op. 11 (1612)
- Motecta, 2–4vv, bc, liber VI, op. 13 (1613)
- Litaniae Deiparae virginis, 8, 12vv, bc, op. 15 (1613)
- Motecta, 2–4vv, bc, liber VII, op. 16 (1614)
- Motecta, 2–4vv, bc, liber VIII, op. 17 (1615)
- Scherzi sacri, 1–4vv, libro I, op. 22 (1616)
- Scherzi sacri, 1–4vv, libro II, op. 25 (1618)
- Missarum liber I, 4–6vv, (1619)
- Motecta ex sacris cantionibus, 2–4vv, bc (1619)
- Psalmi sacrique concentus, 8vv, organo (Assisi, 1620)
- Motecta, 4vv, bc (1620)
- Motetti, 4–6, 8vv (1620)
- Missarum, liber II (1621)
- Psalmorum, sacrorumque concentuum, 8vv, organo, liber II (Assisi, 1621)
- Il terzo libro di messe (1623)
- Il quinto libro di messe (1625)
- Antifone e motetti per tutto l'anno, 2–5vv (1625)
- Motecta, et psalmi, 12vv, bc (Venezia, 1629)
- Motecta, et psalmi, 8vv (Venezia, 1629)
- Motecta, 2–4, 6, 8vv, bc (Venezia, 1629)
- Sacrae cantiones, 2–4, 6, 8vv (1638)
- 7 mottetti, 16162; 19 mottetti, 16222; 14 mottetti, 16232; 6 mottetti, 16262; 2 mottetti, 16264; 14 mottetti, 16271; 2 mottetti, 16272; Confitebor, 8vv, in F. Costantini, Salmi, himni et Magnificat concertati, op. 11 (Venezia, 1630); 1 mottetto, 16385
- Composizioni varie

### Musica profana
- Il primo libro de madrigali, 5vv (1605)
- Il secondo libro de madrigali, 5vv (Venezia, 1608)
- Li diversi scherzi, 1–3vv, libro I, op. 12 (1613)
- Li diversi scherzi, 1–3vv, libro II, op. 14 (1613)
- Scherzi et arie... per cantare nel clavicembalo o altro simile istromento, 1–4vv, bc (Venezia, 1614)
- Madrigali, 5vv, libro III (Venezia, 1615)
- Li diversi scherzi, 1, 2, 4vv, libro IV, op. 20 (1615)
- Madrigali, 5vv, libro IV (1617)
- Li diversi scherzi, 1–4vv, libro V, op. 23 (1617)
- Madrigali concertati, 5vv, bc, libro V (1621)
- Madrigali, 5vv, bc, libro VI (1623)

### Musica strumentale
- Ricercari e canzoni franzese, libro I (1619)
- Ricercari e canzoni francese, libro II (1619)